# Ove Hansen (politiker)
 Der er flere personer med dette navn, se Ove Hansen.
Ove Henry Hansen (født 24. september 1909 i Slagelse, død 5. maj 1997) var en dansk politiker (Socialdemokraterne) og minister.
Han var sognerådsformand i Ballerup Kommune fra 1942 og borgmester fra 1952-67.
Hansen var medlem af Folketinget i perioderne 1953-71, 1971-73 og 1975-77. Han blev ikke genvalgt ved folketingsvalget 1971, men indtrådte i Folketinget igen en måned efter valget da Børge Juel Hansen nedlagde sit mandat.
Han var handelsminister og minister for nordiske anliggender i Regeringen Jens Otto Krag II fra 1. oktober 1967 til 2. februar 1968.
Han var medlem af Europa-Parlamentet fra 1976-77.